# Европейский корпус
Европейский корпус (Еврокорпус) (англ. Eurocorps) — тактическое объединение вооружённых сил государств Европейского союза, впервые появившееся после франко-немецкого саммита в Ла-Рошели 21 — 22 мая 1992 года. Штаб-квартира корпуса находится во французском городе Страсбург.

## Структура

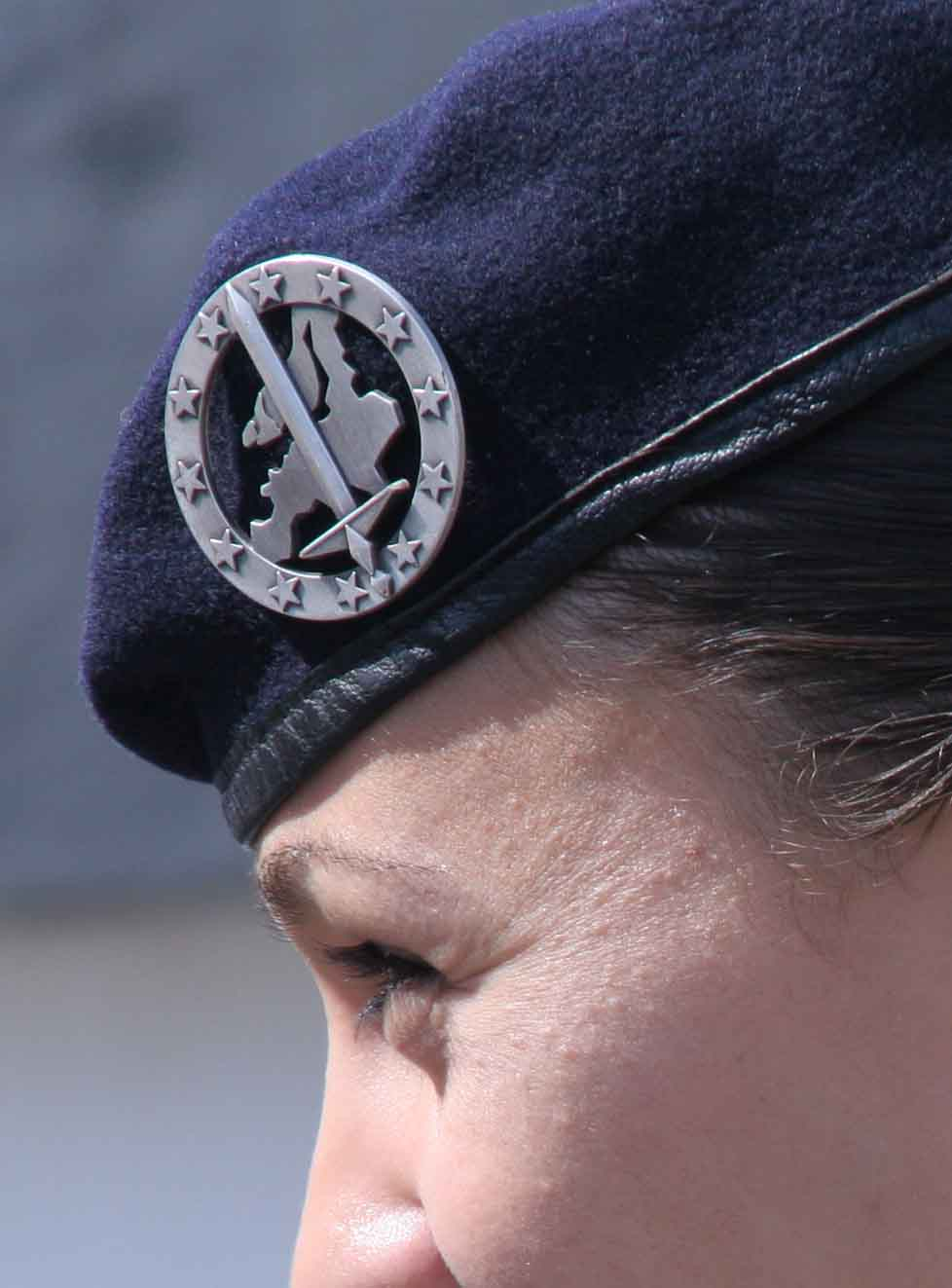
Знак корпуса на берете военнослужащего

### Части постоянной готовности
- Штаб — около 350 офицеров из 10 государств (Франция, Германия, Бельгия, Люксембург, Испания, Италия, Греция, Турция, Румыния, Польша).
- Франко-германская бригада (около 5000 человек) место дислокации — Страсбург[2]

### Части на время боевых миссий
- 1-я бронетанковая дивизия (Франция)
- 10-я танковая дивизия (Германия)
- 1-я механизированная дивизия (Испания)
- 1-я механизированная бригада (Бельгия)
- разведрота (Люксембург)

Таким образом, численность корпуса теоретически может составить до 60 тысяч военнослужащих.

## Командование
На лето 2020 года:

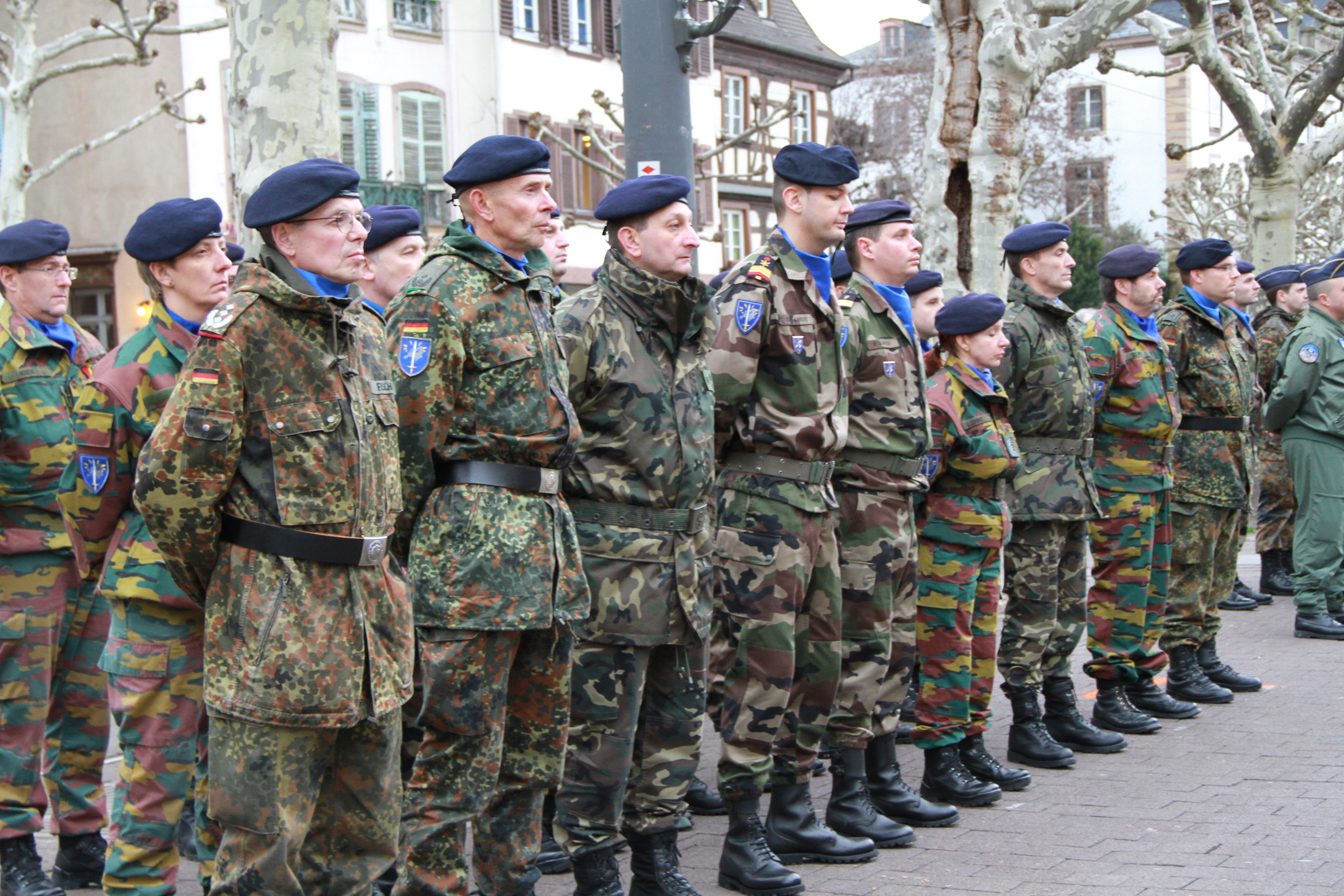
Солдаты корпуса (январь 2013 года)

- Командир корпуса — генерал-лейтенант Лоран Колодзей  Франция
- Заместитель командира — генерал-майор Йозеф Блотц  Германия
- Начальник штаба — генерал-майор Ксавье Ваттёв  Бельгия

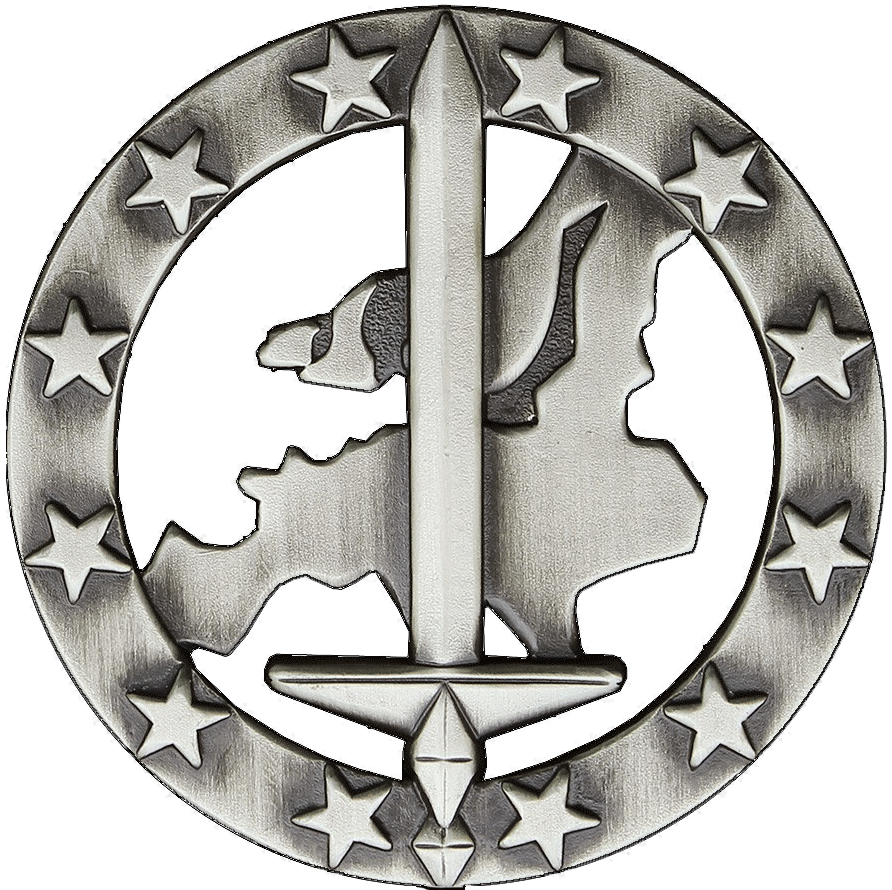
Эмблема корпуса

## Операции
Корпус принимал непосредственное участие в миротворческих миссиях ООН в Боснии и в Косове (KFOR), а также был частью Международных сил содействия безопасности в Афганистане.